# Erygia geometroides
Erygia geometroides là một loài bướm đêm trong họ Noctuidae.